# Ciclamat de sodi
El ciclamat de sodi, codi alimentari de la UE: E952, és un edulcorant artificial. És entre trenta i cinquanta vegades més dolç que el sucre (sacarosa) i això depèn de la concentració, ja que no hi ha una relació lineal. És el menys potent dels edulcorants artificials comercials. Algunes persones troben que té un regust desagradable, però generalment menor que el de la sacarina o l'acesulfamat de potassi.
Normalment es fa servir conjuntament (sinèrgicament) amb altres edulcorants artificials, especialment amb la sacarina (E952+ E954) per exemple amb una mescla de 10 parts de ciclamat de sodi per una part de sacarina. Es fa servir per exemple en begudes gasoses. És més econòmic que altres edulcorants i és estable sota la calor.

## Química
El ciclamat és una sal de sodi o calci de l'àcid ciclàmic el qual es prepara per sulfonació de la ciclohexilamina.

## Història
El ciclamat va ser descobert l'any 1937 a la Universitat d'Illinois per Michael Sveda de manera casual quan investigava en medicaments contra la febre.
La patent per al ciclamat va ser adquirida per l'empresa química DuPont i més tard va ser venuda a Abbott Laboratories que el legalitzà el 1950 i es va emprar per emmascarar l'amargor de certs medicaments. El 1958 va ser qualificada com a segur per l'administració dels Estats Units. Es va fer servir com a substitut del sucre en diabètics tant en forma de tauleta sòlida com en líquid (Sucaryl).
La controvèrsia aparegué a partir de 1966 quan estudis científics van informar que els bacteris intestinals podrien dessulfonar el ciclamat de sodi i produir ciclohexilamina, sospitosa de ser tòxica. A més el 1969 es va trobar que la mescla en la proporció habitual amb sacarina incrementava el càncer urinari en rates de laboratori. L'octubre de 1969 la Food and Drug Administration dels Estats Units en va prohibir la venda al país. A Europa, en canvi, aquest edulcorant continua estant permès i s'utilitza molt. La FDA ha manifestat que encara que no hi hagi proves de la seva carcinogènesi en rates (els experiments posteriors no confirmen els resultats obtinguts l'any 1969) aquest producte no es pot vendre als Estats Units.

## Salut
El 2003 es va determinar que no hi havia cap relació entre el ciclamat de sodi i la infertilitat masculina

Un estudi de l'Institut Nacional de Càncer (sigles en anglès, NCI, National Cancer Institute) dels Estats Units amb col·laboració amb universitats europees i del Japó van trobar que l'administració oral continuada de ciclamat de sodi a 21 primats no humans resultà en un augment de la incidència de càncer. Alguns dels animals alimentats amb ciclamat de sodi presentaren lesions malignes de càncer amb metàstasis al fetge i al còlon. Cap dels animals controls, no alimentats amb ciclamat de sodi, presenta cap mena de càncer. Donat el baix nombre de primats usats en l'estudi, els autors no van poder demostrar estadísticament la relació de la ingesta de ciclamat de sodi i el desenvolupament de càncer, però s'adverteix del seriós risc d'aquest compost.